# Sulili
Sulili (o Sulilu), rey de Asiria, es considerado el fundador de la realeza.

## Historia
Sulili debería haber empezado a reinar durante el período de Ibbi-Sin (último rey de Sumeria y Acad, de la III dinastía de Ur) cuando el poder de la dinastía de Ur declinaba rápidamente y habría aprovechado para independizarse. No obstante las listas reales mencionan 26 reyes anteriores, 16 nómadas viviendo en tiendas y 10 reyes más de los que no se conocen sus antepasados. Como la lista de reyes no declara ningún parentesco entre los 15 primeros reyes, se ha pensado que quizá eran los jefes tribales de cuya unión nació Asiria, y que el decimosexto rey, Ushpia, fundador del templo de Assur, puso fin a la vida nómada e inició una continuidad dinástica hacia el final del siglo XXII o en el siglo XXI a. C.. 
Desde Ushpia los reyes se suceden de padre a hijo, por diez generaciones (esto daría unos 200 años) hasta llegar al undécimo, Sulili, que es el primero de una serie de seis reyes, cuyo nombre estaría grabado en ladrillo; pero no consta el nombre de su padre como en los diez precedentes. Pero como Assur como ciudad y el culto a Ashur existían ya antes del reinado de Sargon I (como consta en algunos textos de unos 200 años antes), Ushpia debió fundar Assur entre el 2500 aC y el 2000 aC; la arqueología demuestra que Assur existía hacia esa fecha. Se sabe que la lista de reyes no incluye los períodos de dominación extranjera porque Zarikum, que se califica de gobernador (sakkanakkum) de Assur por cuenta del rey Amar-Sin de Ur, no figura en las listas reales.
Sulili aparece en una inscripción posterior (según la costumbre asiria de relacionar antepasados) como sucesor de Enlil-Kapkapi o Bel-kap-kapu (Bel-kapkapi o Belkabi) que al ser un personaje desconocido se ha supuesto que sería el mismo rey mencionado con el número 25 en la lista de reyes, con el nombre de Ila-Kabkabi, y como el sucesor de este fue su hijo Aminum, se podría suponer que Sulili fue hijo de Aminum, pero podría ser una suposición errónea: Ila-Kabkabi fue el supuesto padre de Shamsiadad de Ekallatum y de Aminu de Assur, pero esta separación no se estableció antes del siglo XIX a. C.. Así, si Sulili sucedió a Aminu, tuvo que ser contemporáneo de Shamsiadad, gobernante de Ekallatum, y esto daría una datación para su reino de c. 1900-1800 a. C.
El hecho de que su sucesor Kikkia hubiera construido la muralla de Assur se interpreta como que Sulili fue el último soberano que fue dependiente de la dinastía III de Ur, al menos en buena parte de su reinado, y su sucesor marcó la independencia con la construcción de la muralla. La III dinastía de Ur duró en la cronología corta del 2055 al 1940 aC y en la media del 2119 al 2003 aC dataciones que permiten varias combinaciones, pero su reinado se situaría según las diversas cronologías entre el 2020 ac (cronología larga) , 1960 aC (cronología media) y 1920 aC (cronología corta), pero Ila-Kabkabi gobernaba más o menos entre c. 1900 aC (cronología larga), 1850 aC (en la cronología media) o 1800 aC (en la corta), y por tanto no podía ser abuelo de Sulili en ningún caso. Se podría suponer pues que Sulili fue contemporáneo de uno de los ancestros conocidos de Ila-Kabkabi y descendiente efectivamente de este desconocido Bel-kap-kapu (Bel-kapkapi o Belkabi).
Había pues dos dinastía gobernando en Asiria, no necesariamente en Assur, pues como se sabe Shamshiadad I no gobernaba esta ciudad como centro de su imperio. Que Sulili fuera un sakkanakkum por cuenta de Ur que conservó el poder, es una teoría más, según la cual el país de Assur o Asiria estaría dominado por una unión de tribus amorrita de las que Ushpia fue cabeza y que fundó el templo en la ciudad ya existente, mientras que Sulili representaba el poder extranjero ocupante que en un momento dado pierde los vínculos con la dinastía de Ur y queda independiente. Así durante unos doscientos años coexisten un poder político-militar y un poder tribal-religioso.
| Predecesor: ¿Aminu? | Rey de Asiria h. 2000 a. C. | Sucesor: Kikkia |